# Acauloplax exigua
Acauloplax exigua är en insektsart som beskrevs av Karsch 1891. Acauloplax exigua ingår i släktet Acauloplax och familjen vårtbitare. Inga underarter finns listade i Catalogue of Life.